# Apogon jenkinsi
Apogon jenkinsi är en fiskart som först beskrevs av Barton Warren Evermann och Seale, 1907.  Apogon jenkinsi ingår i släktet Apogon och familjen Apogonidae. Inga underarter finns listade i Catalogue of Life.

## Bildgalleri

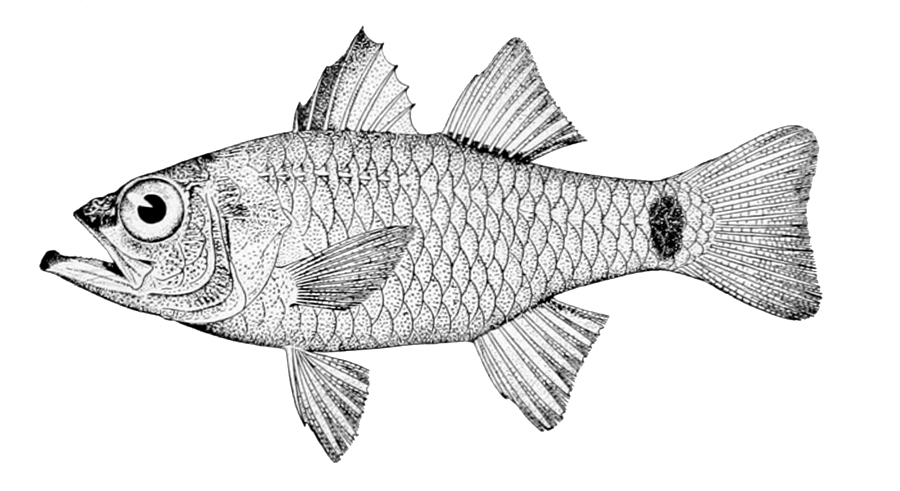